# قلعه‌سنگی (سمیرم)
قلعه سنگی (سمیرم)، روستایی از توابع بخش مرکزی شهرستان سمیرم در استان اصفهان ایران است. که مردم آن به زبان لری تکلم می کنند.

## جمعیت
این روستا در دهستان حنا (سمیرم) قرار دارد و بر اساس سرشماری مرکز آمار ایران در سال ۱۳۸۵، جمعیت آن ۳۵ نفر (۹ خانوار) بوده‌است.

## اهمیت تاریخی
دژ بهمن، در حوالی روستای قلعه‌سنگی سمیرم، محل دیده‌بانی در مسیر رفت‌وآمد کاروان‌های بخش مرکزی در ایران باستان بوده است.